# Ewangelos Jerakaris
Ewangelos Jerakakis (gr. Ευάγγελος Γερακάκης; ur. w 1871 roku w Chalkidzie, zm. w 1913 w Atenach) – grecki lekkoatleta, maratończyk. Uczestnik pierwszych nowożytnych igrzysk olimpijskich w 1896 roku.
Podczas Igrzysk Olimpijskich w Atenach w 1896 roku brał udział w biegu maratońskim. Zawody te ukończył na siódmej pozycji (w biegu brało udział 17 zawodników, z których ukończyło go dziesięciu, a po dyskwalifikacji Spiridona Belokasa ostatecznie dziewięciu zostało sklasyfikowanych). Czas, jaki uzyskał nie jest znany.